# Gare de Solliès-Pont
La gare de Solliès-Pont est une gare ferroviaire française de la ligne de Marseille-Saint-Charles à Vintimille (frontière), située sur le territoire de la commune de Solliès-Pont, dans le département du Var en région Provence-Alpes-Côte d'Azur.
Elle est mise en service en 1862 par la Compagnie des chemins de fer de Paris à Lyon et à la Méditerranée (PLM).
C'est une gare de la Société nationale des chemins de fer français (SNCF), desservie par des trains express régionaux TER Provence-Alpes-Côte d'Azur.

## Situation ferroviaire
Établie à 78 m d'altitude, la gare de Solliès-Pont est située au point kilométrique (PK) 83,808 de la ligne de Marseille-Saint-Charles à Vintimille (frontière), entre les gares ouvertes de La Pauline-Hyères et de Cuers - Pierrefeu. En direction de La Pauline, s'intercale la gare fermée de La Farlède.

## Histoire
La « station de Solliès-Pont » est mise en service le 1er septembre 1862 par la Compagnie des chemins de fer de Paris à Lyon et à la Méditerranée (PLM), lorsqu'elle ouvre à l'exploitation la voie de Toulon à Les Arcs, première section de sa concession de Toulon à Nice. La station est établie loin de la ville et un embranchement est à l'étude pour faciliter sa desserte.

## Service des voyageurs

### Accueil
Halte SNCF, c'est un point d'arrêt non géré (PANG) à accès libre.
Elle est équipée d'automates pour l'achat de titres de transport TER.

### Desserte
Solliès-Pont  est desservie par des trains TER Provence-Alpes-Côte d'Azur qui assurent des missions entre les gares de Marseille, ou Toulon, et Les Arcs - Draguignan.

### Intermodalité
Un parking pour les véhicules est aménagé. 